# Wet 'n Wild Orlando
Wet 'n Wild Orlando foi um parque aquático localizado no Universal Orlando Resort em Orlando, Flórida, Estados Unidos. O parque foi fundado em 1977 pelo criador do SeaWorld, George Millay, e é considerado o primeiro parque aquático dos Estados Unidos.
O parque foi apresentado no Travel Channel's Extreme Waterparks e foi também o cenário do clipe musical Se A Vida É dos Pet Shop Boys.

## História

### Desenvolvimento e propriedade
Enquanto desenvolvia o SeaWorld, George Millay percebeu a necessidade de um parque aquático, mais tarde lembrando que "estando na Flórida, com todo seu calor e sol quente, você naturalmente pensa em se refrescar na água". Em meados da década de 1970, Millay direcionou seu tempo e dinheiro no projeto. A ideia do Wet 'n Wild surgiu do splash pad do Ontario Place no Canadá e da piscina de ondas de Point Mallard Park no Alabama. Millay visava combinar esses dois elementos e construir o parque para alcançar um bom retorno sobre investimento. Devido ao seu sucesso anterior com o SeaWorld, Millay foi capaz de formar um time de investidores para financiar o projeto.
O Wet 'n Wild foi inaugurado em Orlando em 13 de março de 1977. Embora o Wet 'n Wild tenha aberto com chuva e sofrido um prejuízo de $600 000 no primeiro ano de operação, Millay manteve o parque aberto. Millay mais tarde afirmou que o parque "começou a dar lucro no segundo ano e nunca mais voltou para trás". O sucesso do parque fez surgir vários outros parques da marca Wet 'n Wild pelas Américas. Millay recebeu o primeiro Lifetime Achievement Award da Associação Mundial de Parques Aquáticos que o nomeou o "Pai Oficial dos Parques Aquáticos".
Em 1998, Millay vendeu sua participação nos parques Wet 'n Wild. O Wet 'n Wild Orlando foi comprado pelo Universal Studios Recreation Group que continuou a arrendar o terreno onde o parque está localizado. Em meados de 2013, a Universal comprou o terreno de 20 hectares por $30,9 milhões.

### Expansão

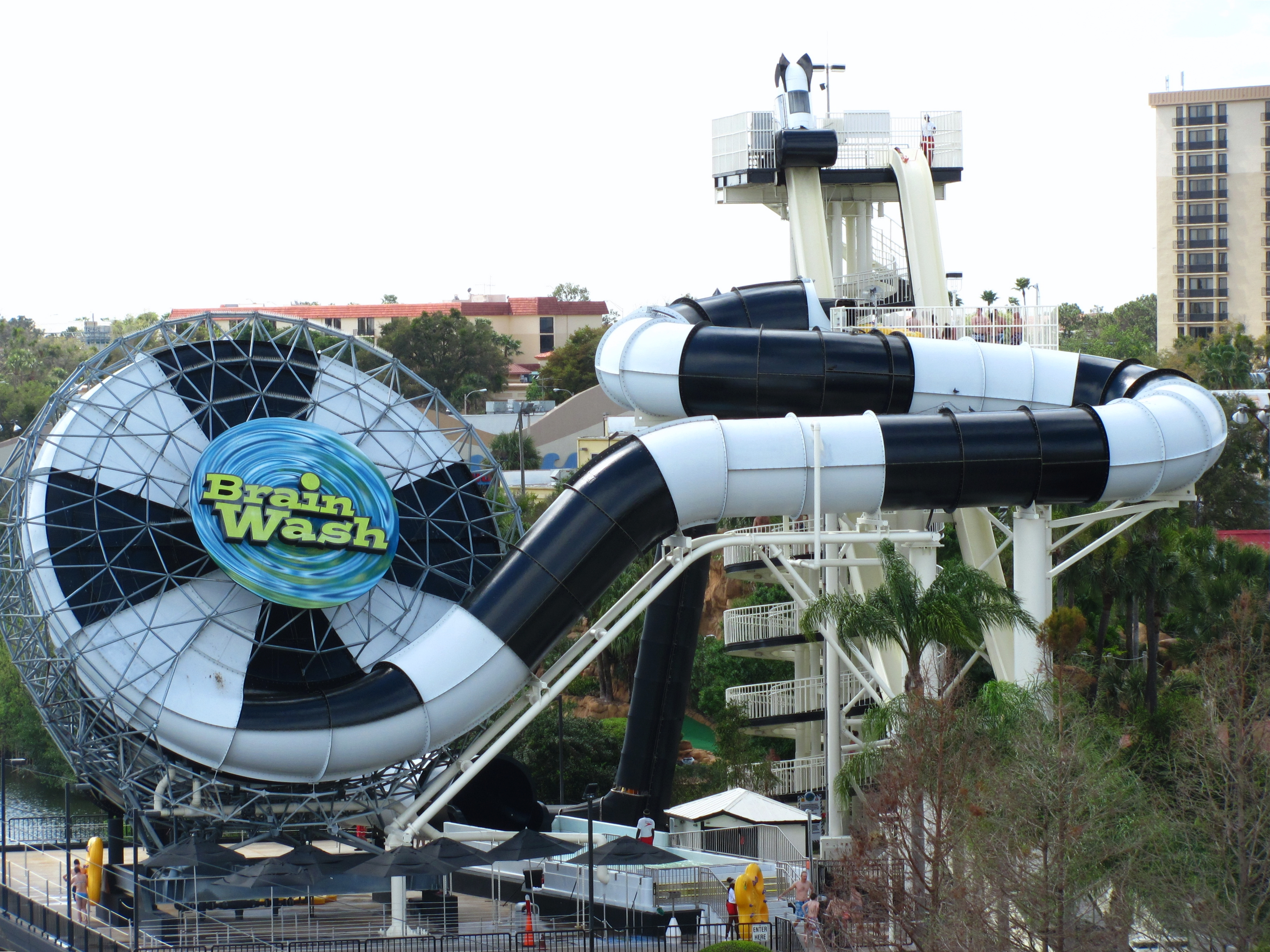
Brain Wash

Em 1998, o Hydra Fighter foi adicionado ao parque. Os visitantes são capazes de controlar suas gôndolas suspensas através do uso de pistolas de água de alta potência.
Em 2000, o Wet 'n Wild renovou a área para crianças de seu parque. O tema original de aviação foi convertido para um tema de castelo de areia. A renovação contou com três escorregadores "Kidz" com tecnologia ProSlide Technology, bem como um castelo com um balde pingando que 250 galões (950 litros) a cada três minutos e meio. Com a exceção dos três escorregadores, a atração foi fabricada inteiramente pela Integrity Attractions.
Em 2001, o Wet 'n Wild Orlando começou um plano de expansão com o fabricante de toboáguas canadense ProSlide Technology. O parque incluiu The Storm, um par de toboáguas ProBowls em 2001; The Blast, um toboágua inline, em 2003; Disco H2O, um Behemoth Bowl fechado, em 2005; e Brain Wash, um Tornado fechado, em 2008.
Em 2011, o Kids Park foi demolido. Em 2012, ele foi substituído pela Blastaway Beach, uma área para crianças maior, também tematizada com castelos de areia.

### Público
O Wet 'n Wild foi o parque aquático mais visitado nos Estados Unidos por oito anos até 1999, quando o Typhoon Lagoon e o Blizzard Beach do Walt Disney World o ultrapassaram. Na época, o Wet 'n Wild Orlando atraía cerca de 1,3 milhões de visitantes por ano.

## Atrações

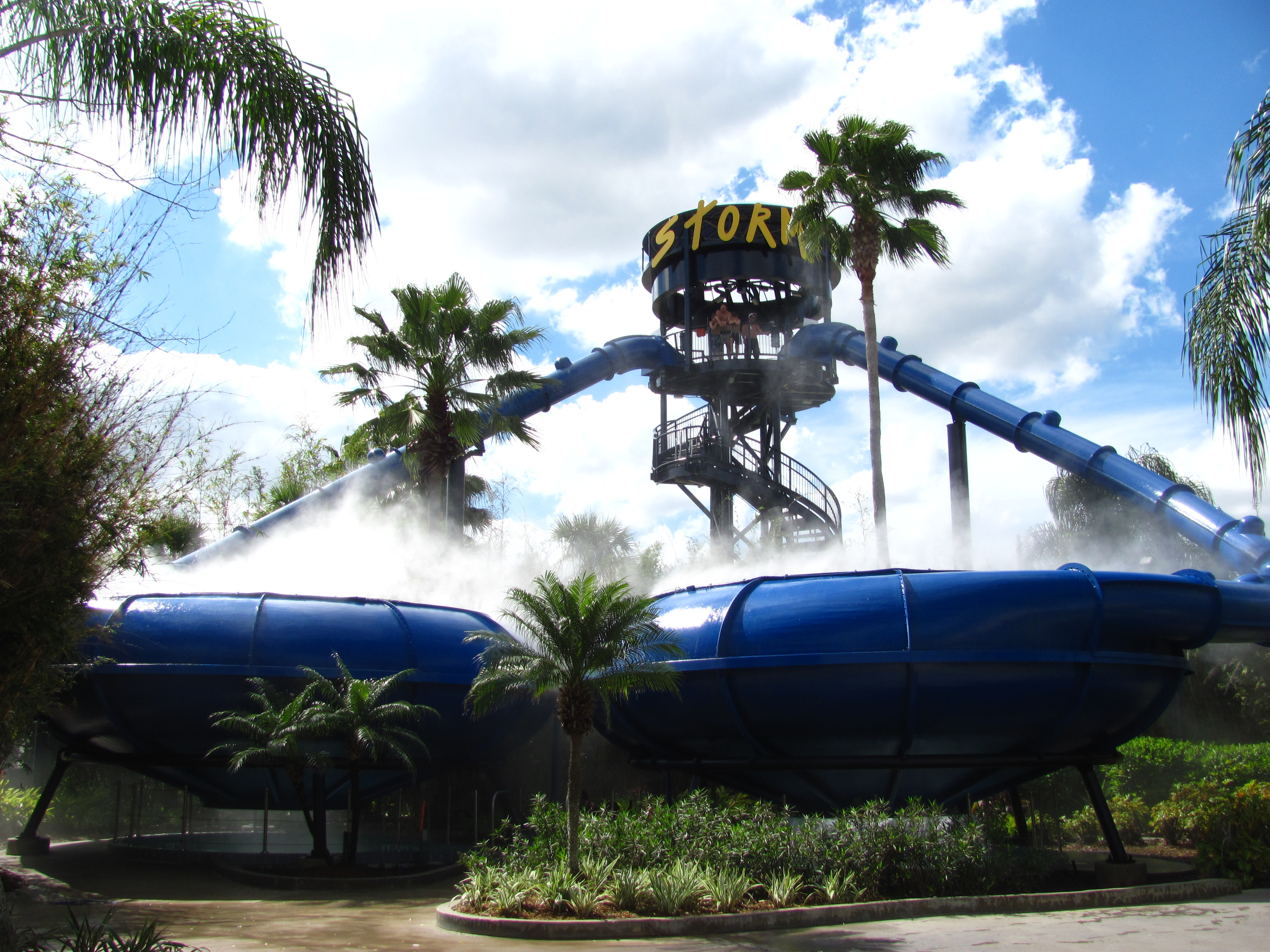
The Storm

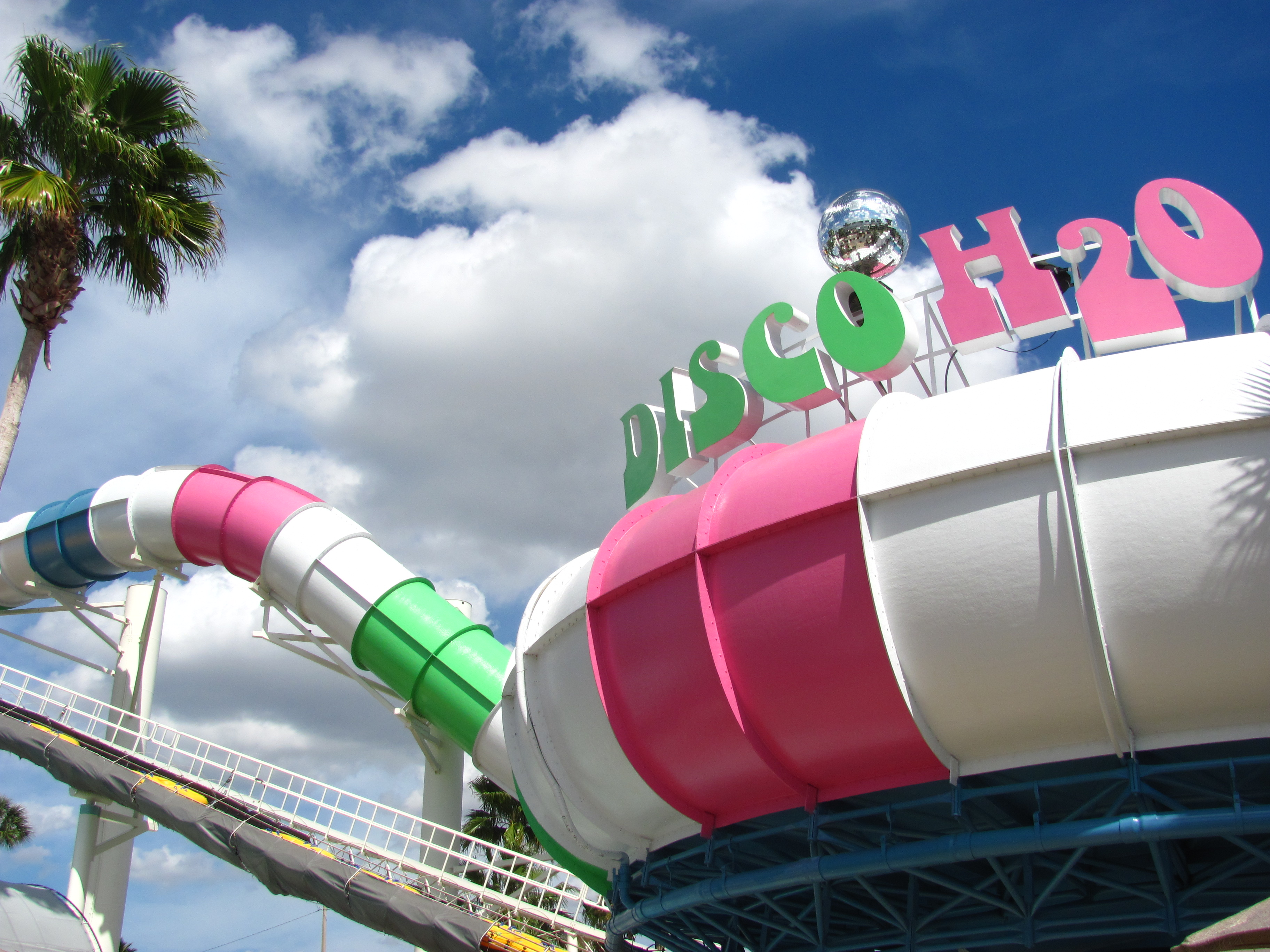
Disco H2O

| Nome                                 | Tipo                             | Fabricante | Aberto em |               |
| ------------------------------------ | -------------------------------- | ---------- | --------- | ------------- |
| Aqua Drag Racer                      | Quatro escorregadores de corrida |            | 2014      |               |
| Black Hole                           | Dois toboáguas inline fechados   |            | 1990      | [ 20 ]        |
| Blastaway Beach                      | Área para crianças               | ProSlide   | 2012      | [ 21 ]        |
| The Blast                            | Toboágua inline                  | ProSlide   | 2003      | [ 13 ]        |
| The Bomb Bay                         | Toboágua de queda livre          |            |           | [ 22 ]        |
| Brain Wash                           | Tornado fechado                  | ProSlide   | 2008      | [ 17 ] [ 16 ] |
| Der Stuka                            | Toboágua de queda livre          |            |           | [ 23 ]        |
| Disco H2O                            | Behemoth Bowl fechado            | ProSlide   | 2005      | [ 14 ] [ 15 ] |
| The Flyer (originalmente Fuji Flyer) | Dois toboáguas inline            | ProSlide   | 1996      | [ 21 ] [ 24 ] |
| Lazy River                           | Lazy river                       |            | 1977      |               |
| Mach 5                               | Três toboáguas                   |            | 1986      | [ 23 ]        |
| The Storm                            | ProBowls                         | ProSlide   | 2001      | [ 11 ] [ 12 ] |
| The Surge                            | Mammoth                          | ProSlide   | 1994      | [ 25 ] [ 26 ] |
| The Wake Zone                        | Esportes aquáticos               |            | 1977      |               |
| Wave Pool Surf Lagoon                | Piscina de ondas                 |            | 1977      |               |

### Atrações antigas
| Nome          | Tipo                               | Fabricante                      | Aberto em | Fechado |                    |
| ------------- | ---------------------------------- | ------------------------------- | --------- | ------- | ------------------ |
| Hydra Fighter | Atração suspensa                   |                                 | 1998      |         | [ 6 ] [ 7 ]        |
| Hydra-Maniac  | Dois toboáguas fechados            |                                 | 1986      |         | [ 23 ]             |
| Kids Park     | Área para crianças                 |                                 | 1992      | 2000    | [ 27 ]             |
| Kids Park     | Área para crianças                 | ProSlide, Integrity Attractions | 2000      | 2011    | [ 8 ] [ 9 ] [ 16 ] |
| Mach 5        | Dois toboáguas inline              |                                 | 1986      |         | [ 23 ]             |
| Blue Niagara  | Dois toboáguas invertidos fechados |                                 |           |         |                    |
| Bubba Tub     | Toboágua para famílias             |                                 | 1992      | 2014    | [ 21 ] [ 27 ]      |